# Romains allemands

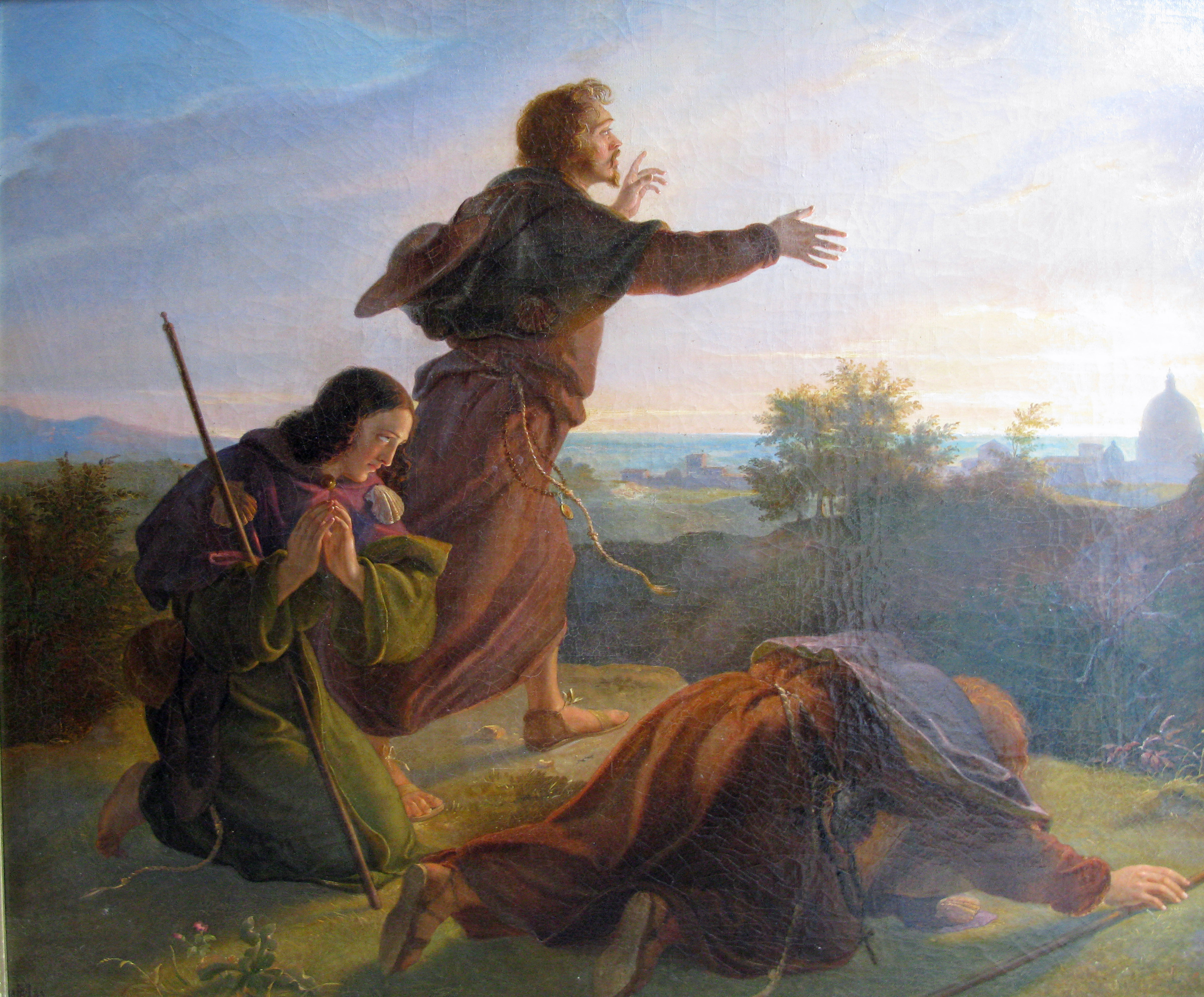
Pèlerin devant Rome, Deutschrömer, 1833

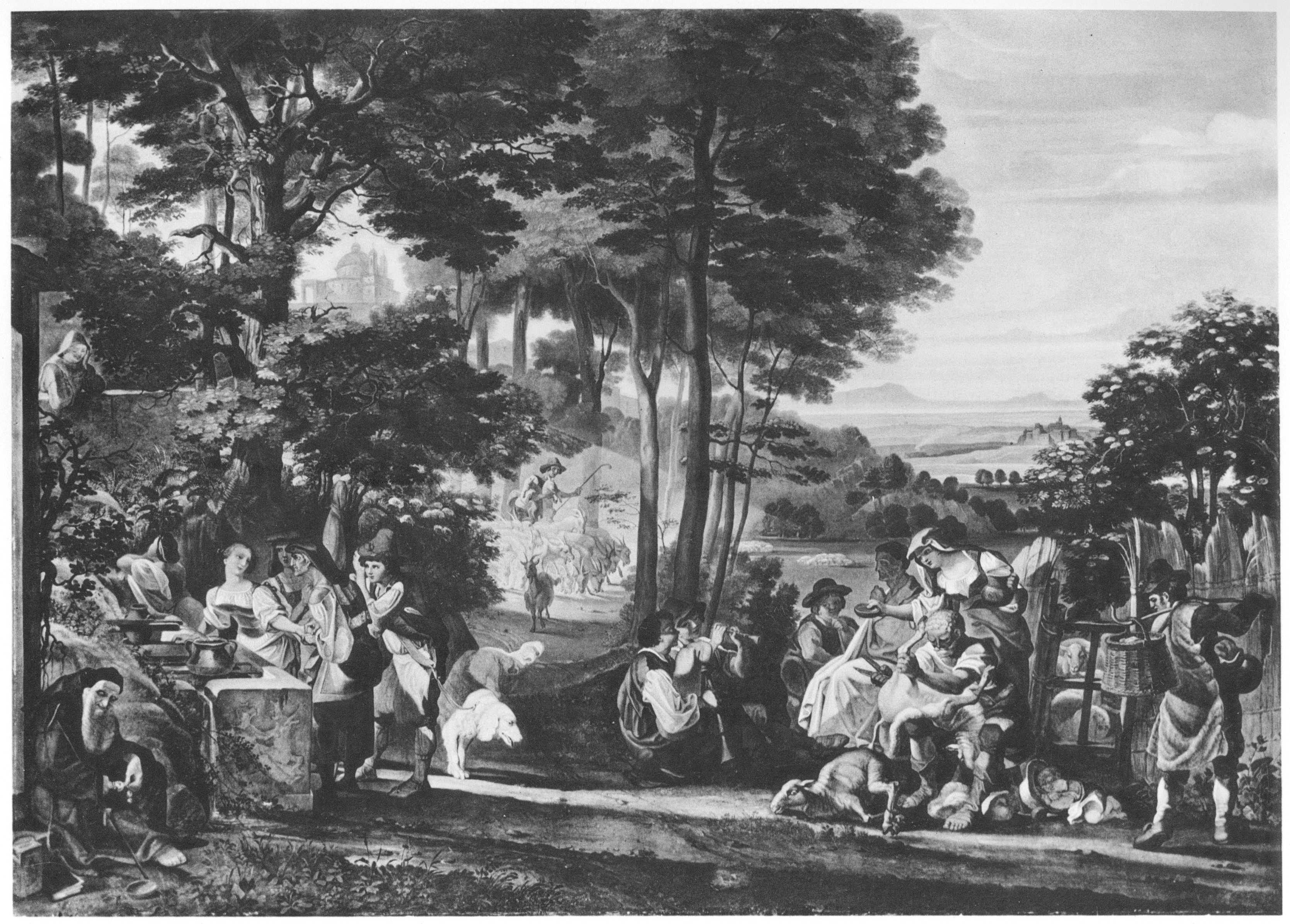
À la fontaine d'Arricia, Deutschrömer, vers 1820

Romains allemands (ou Allemands romains, Deutschrömer en allemand) est le qualificatif désignant le groupe d'artistes et d'écrivains allemands vivant à Rome à la fin du XVIIIe et durant le XIXe siècle.

## Historique
Depuis la Renaissance, la ville éternelle, bastion de l'art ancien et source de nouveaux développements, exerce son attraction sur les artistes allemands. Albrecht Dürer est le premier à s'installer en Italie en 1494. Viennent ensuite, parmi les représentants les plus importants, Hans Rottenhammer et Adam Elsheimer.
Le temps des artistes qualifiés de Romains allemands commence réellement avec Anton Raphael Mengs au milieu du XVIIIe siècle. Il est suivi par Jacob Philipp Hackert, Johann Wolfgang von Goethe et Johann Christian Reinhart.
Les Deutsch-Römer sont les successeurs des artistes comme Johann Friedrich Overbeck et Franz Pforr, fondateurs à Vienne en 1809 du Lukasbund, organisation anti-académique en opposition avec les institutions allemandes.
Dans la première moitié du XIXe siècle le groupe forme un centre intellectuel composé d'artistes de la fin du XVIIIe comme le peintre et dessinateur Joseph Anton Koch. Parmi eux, une partie non négligeable de Nazaréens. L'historien d'art Carl Friedrich von Rumohr vit dans les années 1820 dans une villa d'Olevano où nombre de Nazaréens ont trouvé leur « bois sacré » : Serpentara
Dans un sens plus large, la terminologie « Romains allemands » qualifie les artistes allemands qui d'une manière générale sont influencés dans leur travail par l'art de la Renaissance italienne. Parmi eux se trouvent Anselm Feuerbach, l'un des membres les plus importants du groupe, Arnold Böcklin, Adolf von Hildebrand ou Hans von Marées, mais aussi beaucoup d'autres artistes oubliés tels que Karl Friedrich Fries (de), Adam Eberle (de) ou Johann Michael Wittmer.